# Kumara (hinduismo)
En el marco del hinduismo, los Kumaras son cuatro hijos mentales del dios Brahma, tal como se los describe en los textos puránicos.
Sus nombres son:
- Sanaka
- Sanatana
- Sanandana y
- Sanat-Kumara.[1]

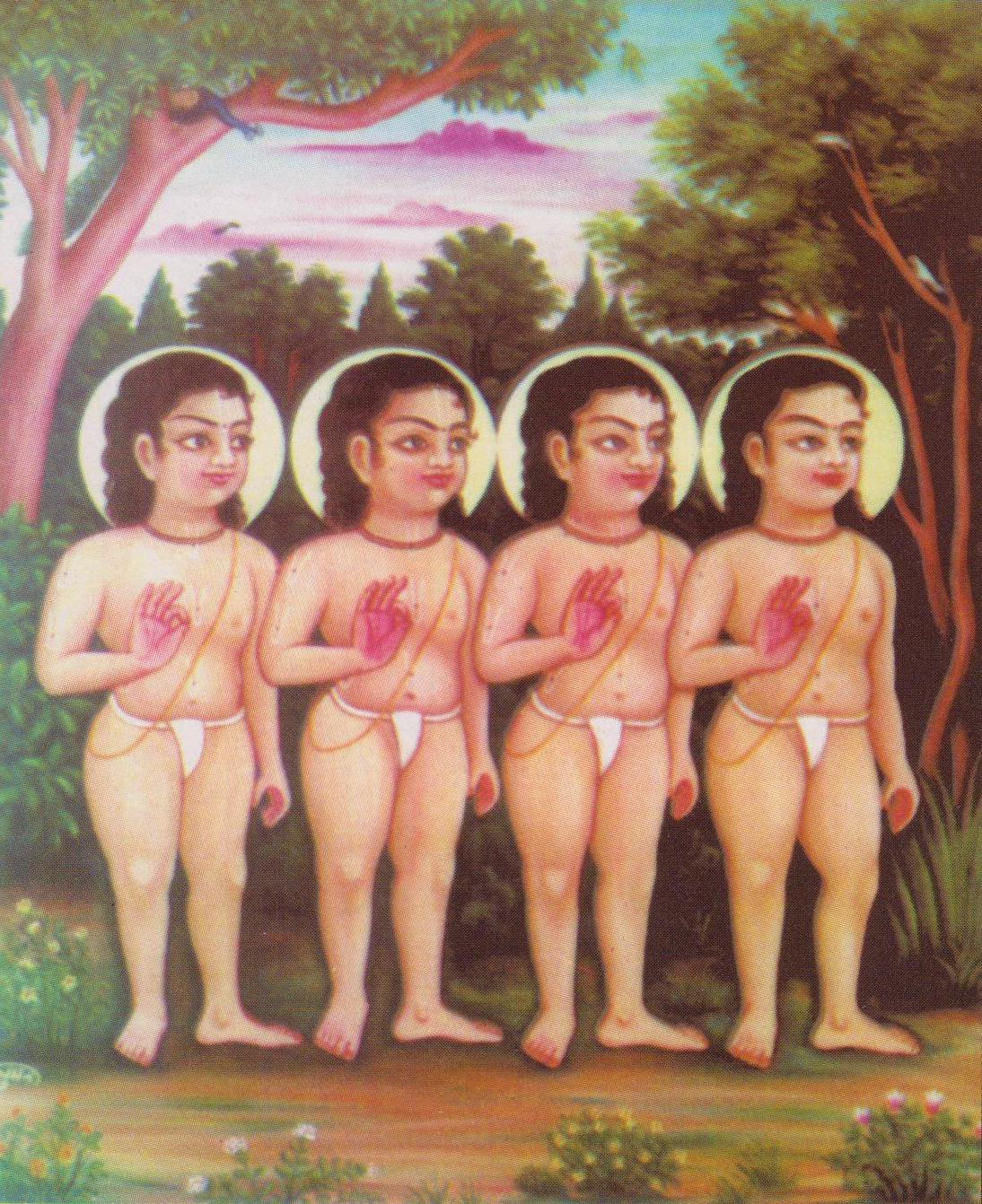
Śrī Sanaka-ādi Maharshi (‘los santos grandes-sabios liderados por Sanaka’): Sanaka, Sanandana, Sanātana y Sanatkumāra.

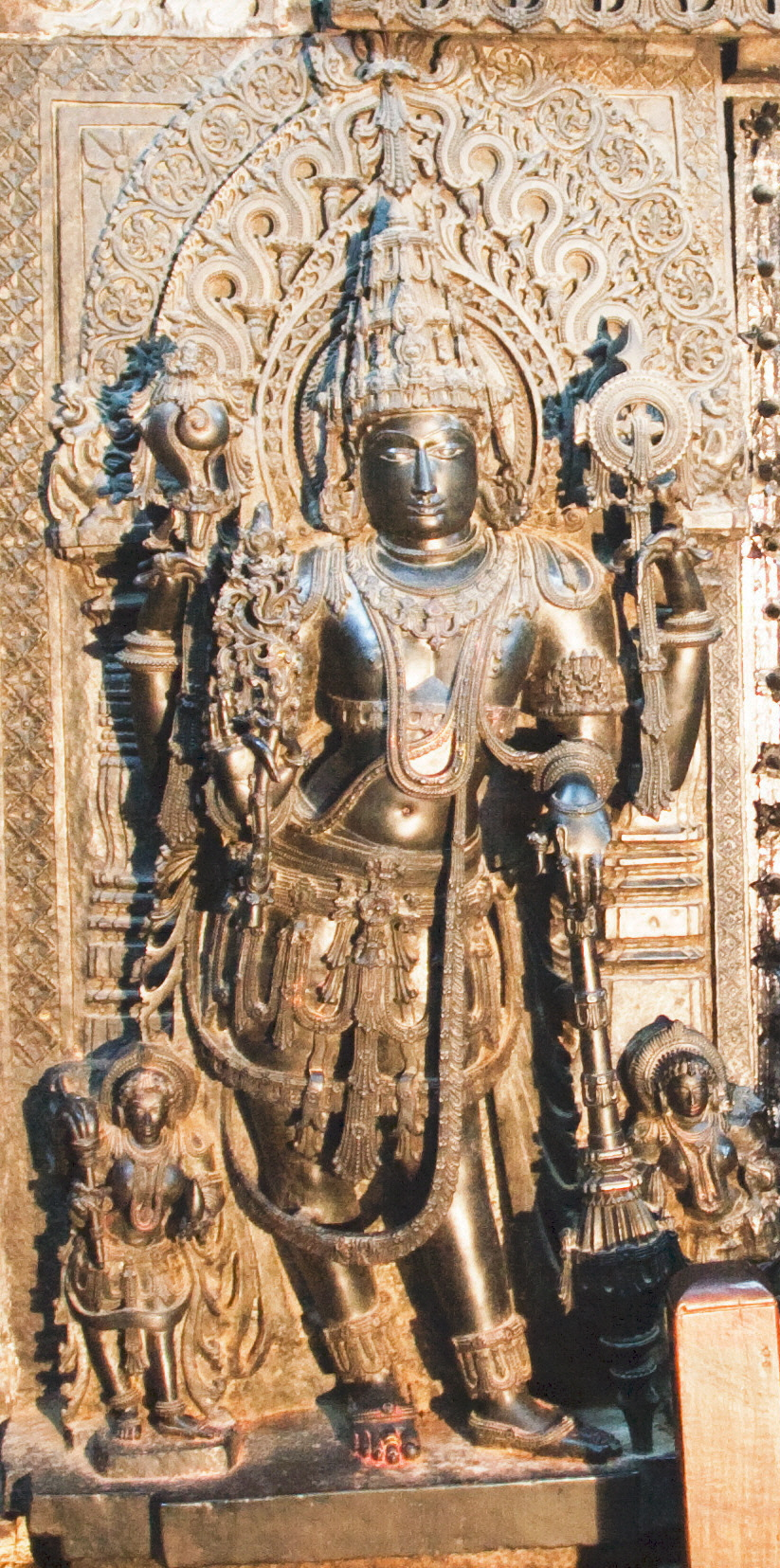
Jaya (que –junto con su hermano Vijaya– es el portero de Vaikunthá), fue maldecido por los cuatro sabios Kumaras a convertirse en demonio en el mundo material.

Debido a su voto de brahmacharia (celibato) y al hecho de que dejaron de crecer cuando eran bebés, se les conoce como Chatur Sana (los cuatro solteros).
Se los representa como bebés. En la India, desde tiempos inmemoriales, la mortalidad infantil es altísima, por lo que por cuestiones de practicidad, a los niños de menos de cinco años se les llama genéricamente kumará o ‘fácil-muere’ (siendo ku: ‘fácil’ y mara: ‘muere’).
Nacidos de la mente de Brahmá, los cuatro hijos son descritos como grandes rishi (sabios) que tomaron los votos del celibato contra los deseos de su padre.
El Bhágavata Puraná incluye a los Kumaras entre los doce majá yana (‘grandes personas’, grandes devotos o bhaktas).